# Zofia Bilor
Zofia Wilhelmina Bilor lub Bilorówna (ur. 16 czerwca 1895 we Lwowie, zm. 23 czerwca 1962 w Rzeszowie) – polska łyżwiarka figurowa startująca w parach sportowych z Tadeuszem Kowalskim. Uczestniczka mistrzostw świata, brązowa medalistka mistrzostw Europy (1934) oraz 9-krotna mistrzyni Polski (1927–1935).

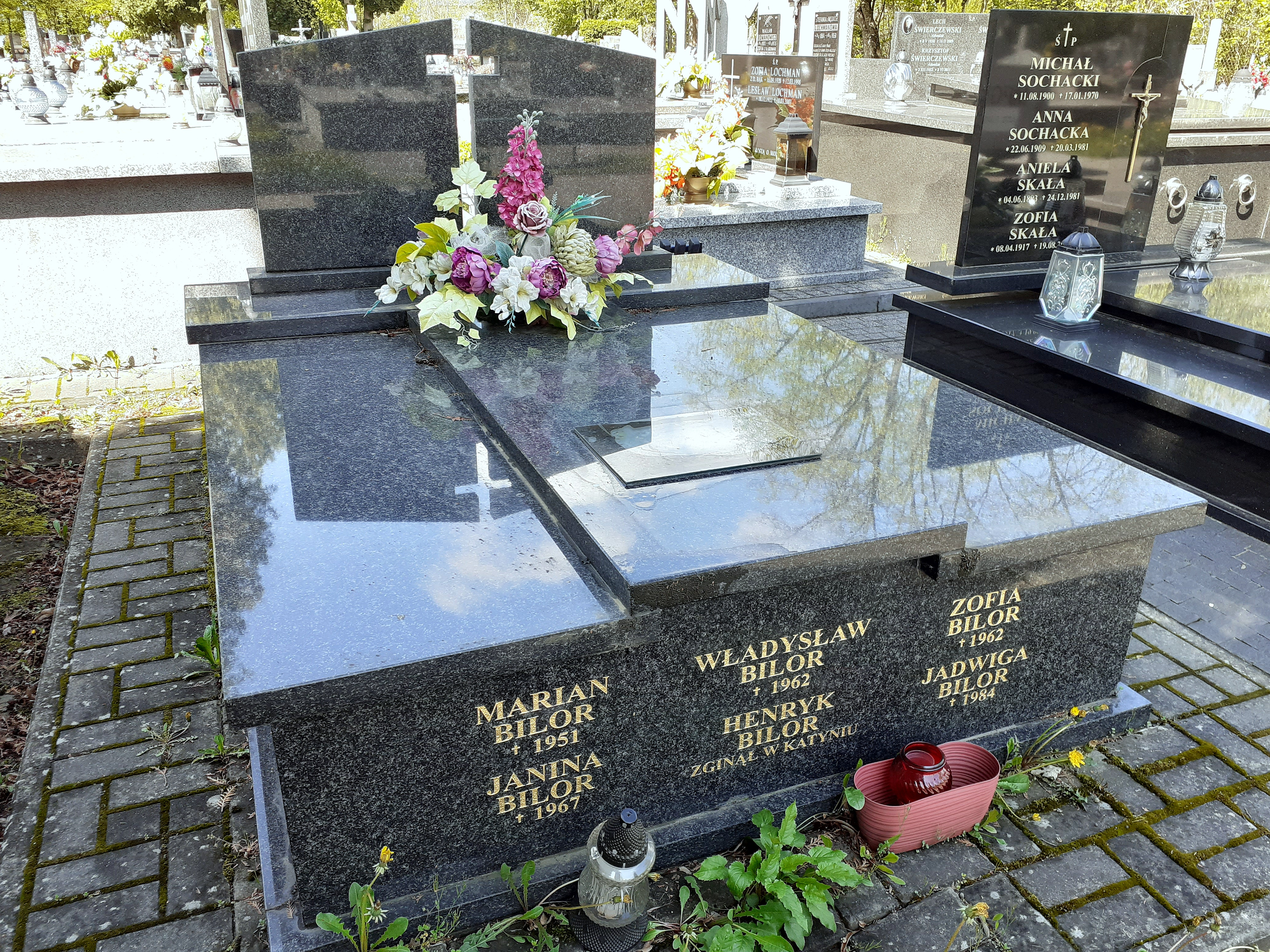
Grobowiec Bilorów

## Życiorys
Była córką Tomasza i Zofii z domu Czaja. Uznawana za najlepszą polską łyżwiarkę figurową okresu międzywojennego, reprezentowała Lwowskie Towarzystwo Łyżwiarskie. Zdobywczyni dwóch złotych medali na Słowiańskich Igrzyskach Zimowych (w latach 1933 i 1934). 
Przed II wojną światową pracowała jako kontroler w Urzędzie Pocztowym we Lwowie.
Była młodszą siostrą piłkarzy klubu Czarni Lwów, Mariana i Henryka Bilorów.
Zmarła w Rzeszowie. Została pochowana na cmentarzu komunalnym Pobitno (sektor XXVIII-13-16).

## Osiągnięcia
Z Tadeuszem Kowalskim
| Zawody             | 1927           | 1928           | 1929           | 1930           | 1931           | 1932           | 1933           | 1934           | 1935           |                |                |                |                |                |                |                |                |
| Międzynarodowe     | Międzynarodowe | Międzynarodowe | Międzynarodowe | Międzynarodowe | Międzynarodowe | Międzynarodowe | Międzynarodowe | Międzynarodowe | Międzynarodowe | Międzynarodowe | Międzynarodowe | Międzynarodowe | Międzynarodowe | Międzynarodowe | Międzynarodowe | Międzynarodowe | Międzynarodowe |
| ------------------ | -------------- | -------------- | -------------- | -------------- | -------------- | -------------- | -------------- | -------------- | -------------- | -------------- | -------------- | -------------- | -------------- | -------------- | -------------- | -------------- | -------------- |
| Mistrzostwa świata |                |                |                |                |                |                |                | 4              | 5              |                |                |                |                |                |                |                |                |
| Mistrzostwa Europy |                |                |                |                |                |                |                | 3              |                |                |                |                |                |                |                |                |                |
| Krajowe            |                |                |                |                |                |                |                |                |                |                |                |                |                |                |                |                |                |
| Mistrzostwa Polski | 1              | 1              | 1              | 1              | 1              | 1              | 1              | 1              | 1              |                |                |                |                |                |                |                |                |

## Ordery i odznaczenia
- Srebrny Krzyż Zasługi (19 marca 1931)[5]